# BMW 2800CS
BMW 2800CS – sportowe coupé BMW, poprzednik pierwszej szóstki.

## Historia modelu
2800 CS produkowano z przeznaczeniem na rynek europejski oraz amerykański.

### Rynek europejski
| Data          | Wersja                |
| ------------- | --------------------- |
| 1968 grudzień | 2800CS                |
| 1971 kwiecień | 3.0CS                 |
| 1972 luty     | 3.0CSi                |
| 1972 wrzesień | 3.0CSL                |
| 1974 styczeń  | 3.0CSiL               |
| 1974 maj      | 2.5CS                 |
| 1975 listopad | zakończenie produkcji |

### Rynek amerykański

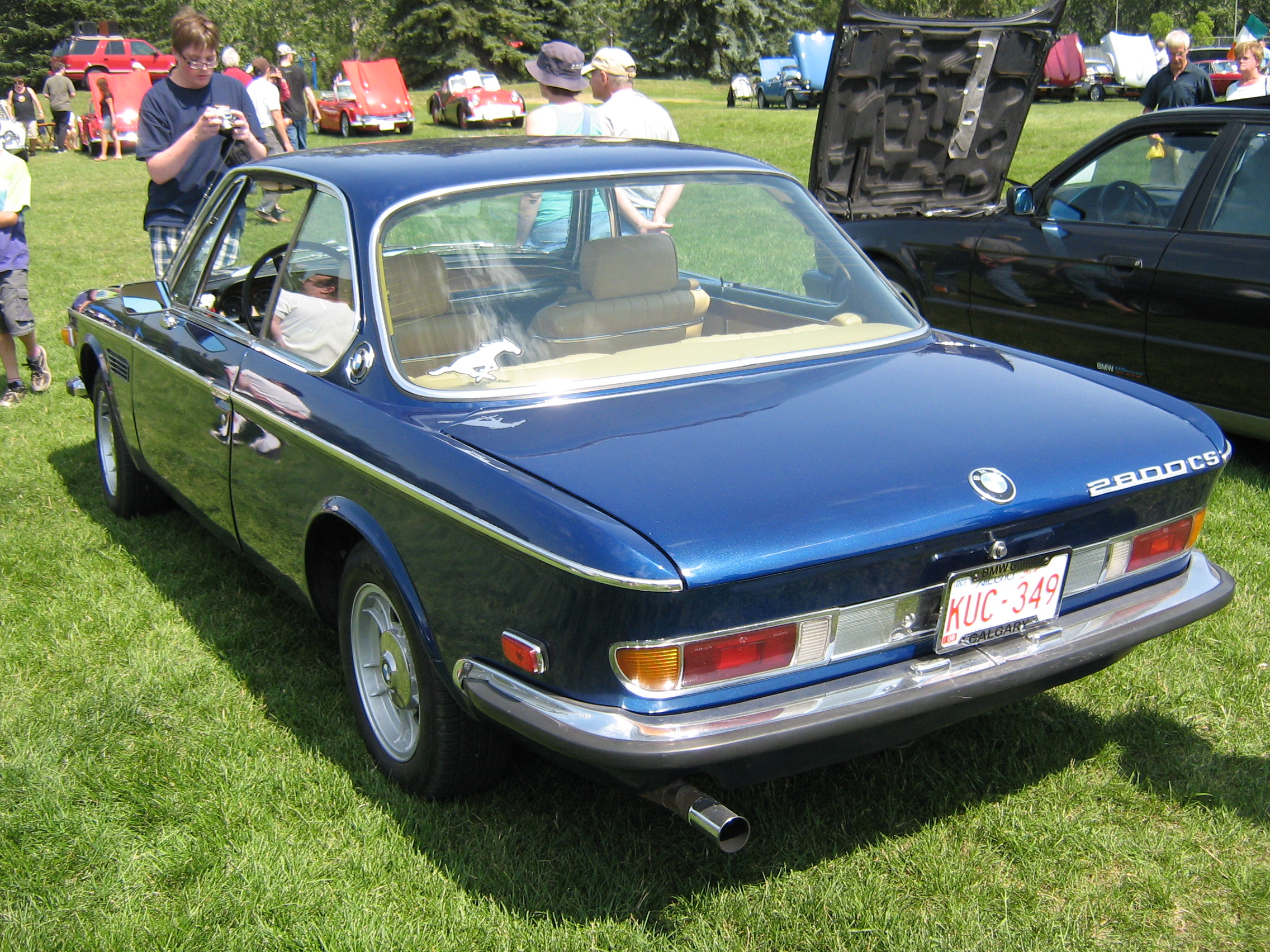
BMW E9 od tyłu

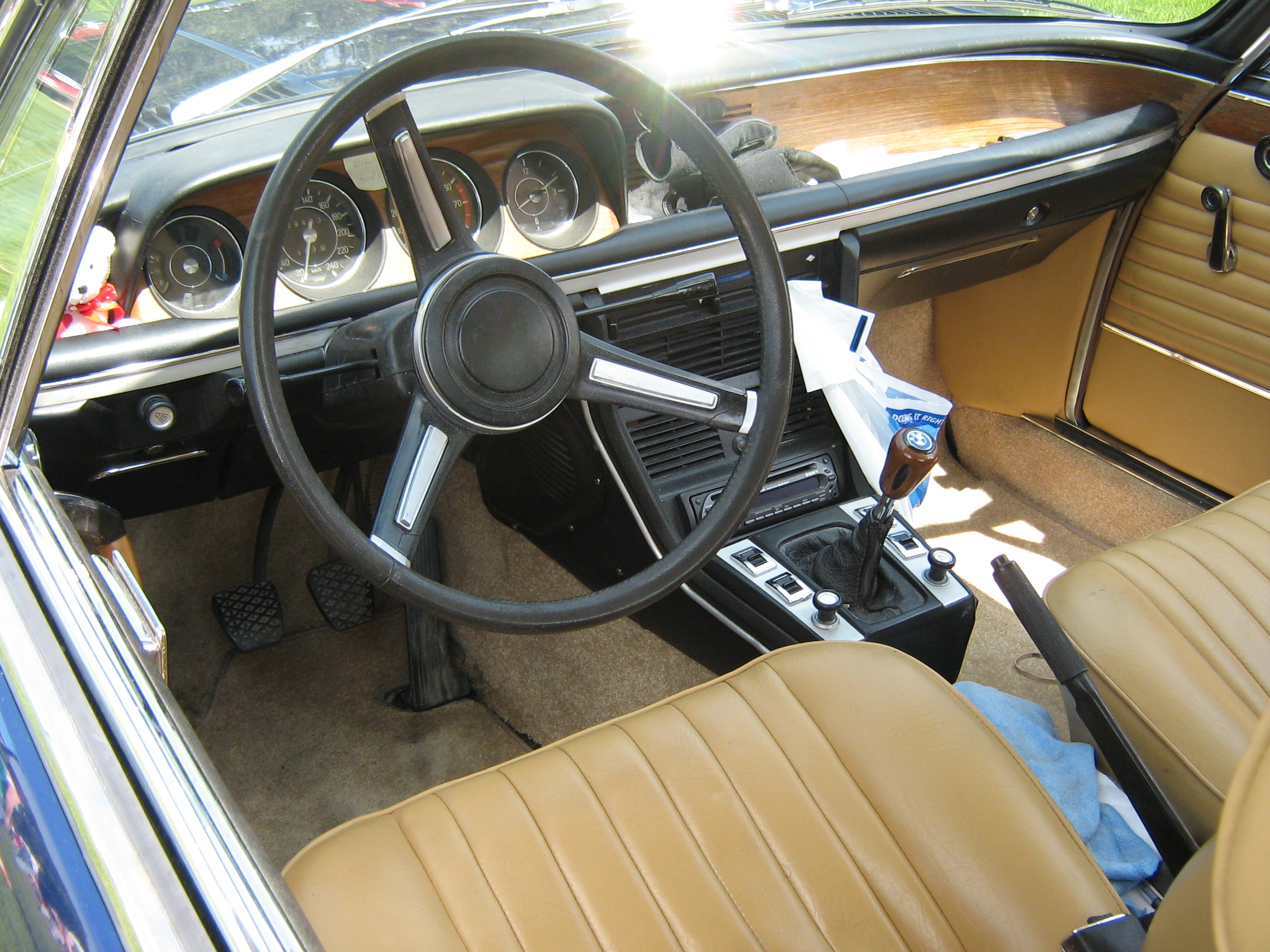
BMW E9 w środku

| Data          | Wersja                |
| ------------- | --------------------- |
| 1969 sierpień | 2800CS                |
| 1971 kwiecień | 3.0CS                 |
| 1974 grudzień | zakończenie produkcji |

## Dane techniczne
| Wersja             | Silnik:                   | Układ zasilania:              | Średnica × skok tłoka: | St. sprężania:     | Moc maksymalna:                    | Maks. moment obrotowy      | 0-100 km/h:        | V-max:             |
| Silniki benzynowe: | Silniki benzynowe:        | Silniki benzynowe:            | Silniki benzynowe:     | Silniki benzynowe: | Silniki benzynowe:                 | Silniki benzynowe:         | Silniki benzynowe: | Silniki benzynowe: |
| ------------------ | ------------------------- | ----------------------------- | ---------------------- | ------------------ | ---------------------------------- | -------------------------- | ------------------ | ------------------ |
| 2.5 CS             | R6 2,5 l (2495 cm³), SOHC | dwa gaźniki Zenith 35/40 INAT | 86,00 mm × 71,60 mm    | 9,0:1              | 150 KM (110 kW) przy 6000 obr./min | 211 N•m przy 3700 obr./min | 9,9 s              | 200 km/h           |
| 2.8 CS             | R6 2,8 l (2788 cm³), SOHC | dwa gaźniki Solex 35/40 INAT  | 86,00 mm × 80,00 mm    | 9,0:1              | 170 KM (125 kW) przy 6000 obr./min | 235 Nm przy 3700 obr./min  | 8,3 s              | 200 km/h           |
| 3.0 CS             | R6 3,0 l (2986 cm³), SOHC | dwa gaźniki Zenith            | 89,00 mm × 80,00 mm    | 9,0:1              | 181 KM (133 kW) przy 6000 obr./min | 255 Nm przy 3700 obr./min  | 8,0 s              | 211 km/h           |
| 3.0 CSi            | R6 3,0 l (2986 cm³), SOHC | wtrysk Bosch                  | 89,00 mm × 80,00 mm    | 9,5:1              | 203 KM (149 kW) przy 6000 obr./min | 271 Nm przy 3700 obr./min  | 7,5 s              | 224 km/h           |
| 3.0 CSL            | R6 3,0 l (3003 cm³), SOHC | wtrysk Bosch D-Jet            | 89,25 mm × 80,00 mm    | 9,5:1              | 200 KM (147 kW) przy 5500 obr./min | 272 Nm przy 4300 obr./min  | 7,5 s              | 214 km/h           |